# Modell der vollständigen Handlung
Das Modell der vollständigen Handlung ist ein Unterrichtskonzept aus der Berufspädagogik. Es soll der Praxis im Berufsleben entsprechen und den Schülern ermöglichen, handlungsorientiert zu lernen.
Die Berufspädagogen gehen davon aus, dass die Auszubildenden, wenn sie nach diesem Modell unterrichtet werden, die erworbenen Handlungskompetenzen im späteren Berufsleben selbständig auf andere Arbeitsprozesse übertragen können.
Das Modell besteht aus sechs Stufen. Es legt großen Wert auf die Reflexion der Prozesse, ist aber produktorientierter als bspw. das Entdeckende Lernen. Das Modell der vollständigen Handlung geht auf die Handlungsregulationstheorie zurück, die die Arbeitspsychologen Winfried Hacker und Walter Volpert in den 1970er Jahren entwickelten.

## Informieren
Der Lernende soll eine möglichst komplexe Aufgabe bekommen. Um diese Aufgabe zu lösen, muss er sich zuerst die nötigen Informationen beschaffen. Diese Informationsbeschaffung kann er selbständig ausführen; er kann aber je nach Wissensstand und Erfahrungshorizont von der Lehrkraft angeleitet werden. Er muss sich z. B. fragen: Was ist das Ziel? Was ist das Problem?

## Planen
Beim Planen sollen die Lernenden möglichst selbständig einen sinnvollen und zielorientierten Arbeitsablauf erstellen, sie können aber je nach Wissensstand und Erfahrungshorizont von der Lehrkraft angeleitet werden und müssen sich z. B. fragen: Was brauche ich an Informationen, an Hintergrundwissen oder an Materialien bzw. Werkzeugen?

## Entscheiden
Wenn die Planung abgeschlossen ist, führt der Lernende ein Fachgespräch mit der Lehrkraft bzw. Ausbildern. Hier wird der Arbeitsablauf überprüft und entschieden, wie er letztlich umgesetzt wird. Er muss sich z. B. fragen: Welchen Lösungsweg nehme ich? Dieses Fachgespräch kann die Lehrkraft auch mit der ganzen Klasse oder mit kleineren Lerngruppen führen. Dabei ist entscheidend, ob ein Lösungsweg für alle Auszubildenden maßgeblich ist oder ob individuelle Lösungen akzeptiert werden.

## Ausführen
Hier führen die Lernenden selbständig die erforderlichen Arbeitsschritte, die sie in der Arbeitsplanung erarbeitet haben, aus. Dabei ist es sinnvoll, die Auszubildenden zur Teamarbeit zu befähigen. Sie können je nach Wissensstand und Erfahrungshorizont von der Lehrkraft angeleitet werden. Die Unterrichtsplanung liegt nach wie vor bei der Lehrkraft. Diese soll den Auszubildenden Freiräume ermöglichen, die diese sinnvoll nutzen können. Dabei ist es immer von Klasse und Thema abhängig (Bedingungsanalyse), wie viel Freiraum notwendig und möglich ist.

## Kontrollstufe
Hier findet möglichst selbständig ein Soll-Ist-Vergleich statt. Diese Kontrolle kann als Selbstbewertung, als Bewertung innerhalb der eigenen Arbeitsgruppe oder auch im Klassenverband stattfinden: Ist der Arbeitsauftrag sachgerecht und fachgerecht ausgeführt? Ist das Ziel erreicht?

## Beurteilung
Der Lernende soll das Arbeitsergebnis möglichst selbständig bewerten. Er soll lernen, seine eigenen Handlungen zu reflektieren. Er muss sich z. B. fragen: Was kann ich in Zukunft besser machen? Die Bewertung wird auch durch die Lehrkraft erfolgen. Diese müssen aber ihre Kriterien vorher offenlegen und dem Lernenden begründen.